# Абд аль-Раззак
Абд аль-Раззак (работал во второй половине XV века в Герате) — персидский художник.
Имя этого художника дошло до нас благодаря надписи могольского императора Джахангира, который был большим любителем и коллекционером живописи; он в 1605 году оставил приписку на манускрипте «Хамсе» Низами (1495-6гг.; ныне в Британской библиотеке, Лондон), сообщив, что 16 миниатюр в нём принадлежат Бехзаду, пять — его учителю Миреку Наккаш Хорасани, и одна Абд аль-Раззаку. Кроме сообщения Джахангира в манускрипте есть фальшивая подпись с именем Абд аль Раззака. Впрочем, там есть фальшивые подписи и с именами других художников, эти подписи путали прежних исследователей миниатюр. Первый серьёзный анализ провёл живущий во Франции учёный И. Щукин. Ему и принадлежит атрибуция единственной миниатюры Абд аль-Раззака в этой рукописи — «Мирадж пророка Мухаммеда». Правда, ряд исследователей считает, что кроме этой работы в списке «Хамсе» Низами, руке Абд аль-Раззака можно приписать ещё несколько разных миниатюр. Однако все эти версии не получили широкой поддержки.
Абд аль-Раззак работал в Герате в то время, когда городом правил тимурид Хусейн Байкара, страстный любитель поэзии, музыки и живописи. Именно при нём состоялся второй расцвет тимуридского искусства, возникший благодаря замечательной творческой атмосфере, которая была присуща придворной жизни гератского правителя. Начиная с 1490-х годов главой китабхане Хусейна Байкара стал прославленный художник Бехзад. Степень его влияния на манеру живописцев гератской мастерской определить трудно, однако тот факт, что исследователи продолжают спорить о принадлежности некоторых миниатюр из лондонского «Хамсе» тому или иному мастеру, свидетельствует о взаимовлиянии художников.
Прообразом для миниатюры «Мирадж пророка Мухаммеда», вероятно, послужил более ранний список «Мираджнаме», хранящийся в Национальной библиотеке, Париж (1436г). Пророк Мухаммед изображён в характерной для тимуридов манере — с открытым лицом. Обычно из соображений мусульманского благочестия его изображали с лицом прикрытым завесой. Художник изобразил момент, когда Мухаммед верхом на сказочном коне Бураке пролетает над главной святыней мусульман — Каабой. С высоты птичьего полёта изображён двор с оградой, минареты, и совсем мелкие люди, оказавшиеся возле Каабы. Необычное построение пространства вероятно позаимствовано из китайской живописи, а достаточно наивное изображение архитектуры отличается от более сложных архитектурных построений на миниатюрах Бехзада.